# 特定疾患治療研究事業
特定疾患治療研究事業（とくていしっかんちりょうけんきゅうじぎょう）とは、昭和48年4月17日付け衛発第242号公衆衛生局長通知「特定疾患治療研究事業について」に基づき、いわゆる難病のうち特定の疾患について医療の確立、普及を図るとともに、患者の医療費の負担軽減を図ることを目的とする事業であった。実施主体は都道府県。2015年1月1日からは「難病の患者に対する医療等に関する法律」（難病法）に基づき、難病医療費助成制度（特定医療費助成制度）に移行した（一部の例外を除く）。

## 概説
本事業は1972年にベーチェット病、重症筋無力症、全身性エリテマトーデスおよびスモンの4疾患を対象として発足し、以降対象疾患を徐々に拡大して2009年10月1日現在56疾患が対象となっている。
対象者は、現に医療を受けており、保険診療時に自己負担がある者である。よって、治癒した者、生活保護受給者などは対象外となる。
事業の実施は、都道府県が対象疾患の治療研究を行うに適当な医療機関に対し、治療研究に必要な費用を交付することにより行う。国は、予算の範囲内において、都道府県がこの治療研究事業のために支出した費用に対し、その2分の1を補助する。実施期間は、同一患者につき1年を限度とする。ただし、必要と認められる場合は、その期間を更新できる。
患者は医療を受けた際、所得階層区分に応じた自己負担限度額を支払う。
一部の地方公共団体では、独自に指定した疾患についても事業の対象としている。

## 申請手続き
対象疾患に罹患し、特定疾患治療研究事業による給付を受けようとする者は、申請書に臨床調査個人票その他必要書類を添付し、住所地を管轄する保健所長を経由して知事に提出する。知事は、その内容を審査し、適当と認めたときは、特定疾患医療受給者証を申請者に交付する。
受給者証の有効期間は、新規に認定された場合は保健所が受理した日から最初に到来する9月30日までである。ただし、受理日が概ね7月1日以降の場合には2度目に到来する9月30日までである。更新の場合の有効期限は、10月1日から翌年の9月30日までである。

## 事業の変遷
対象疾患の医療費は、従来全額が公費負担であったが、対象患者数の増加、財政状況の悪化を理由に1998年5月1日より、外来1日につき1000円（月2回まで）、入院1月につき14000円の一部自己負担が導入された。その後2003年10月1日より、患者の所得階層区分に応じた月額限度額が設定された。同時に、更新審査において
1. 疾患特異的治療が必要ない。
2. 臨床所見が認定基準を満たさず、著しい制限を受けることなく就労等を含む日常生活を営むことが可能である。
3. 治療を要する臓器合併症等がない。

の3要件を1年以上満たしたと判定された場合、軽快者と認定され、受給者証に代わり特定疾患登録者証を交付される。登録者証により公費負担を受けることはできない。医師により症状が悪化したと確認された場合には、新規に申請し認定されることによって、悪化を確認された日に遡って公費負担を受けることができる。
2015年1月1日からは難病医療費助成制度（特定医療費助成制度）に移行したが、スモン、難治性肝炎のうち劇症肝炎、重症急性膵炎については本事業により公費助成を受けることができる。ただし、スモン以外の2疾病は、新たな申請をすることはできない。